# Bhilai Nagar
Bhilai Nagar là một thành phố và là nơi đặt hội đồng thành phố (municipal corporation) của quận Durg thuộc bang Chhattisgarh, Ấn Độ.

## Nhân khẩu
Theo điều tra dân số năm 2001 của Ấn Độ, Bhilai Nagar có dân số 553.837 người. Phái nam chiếm 52% tổng số dân và phái nữ chiếm 48%. Bhilai Nagar có tỷ lệ 73% biết đọc biết viết, cao hơn tỷ lệ trung bình toàn quốc là 59,5%: tỷ lệ cho phái nam là 79%, và tỷ lệ cho phái nữ là 65%. Tại Bhilai Nagar, 13% dân số nhỏ hơn 6 tuổi.